# 乔恩·斯科菲尔德
乔恩·斯科菲尔德（英語：Jon Schofield，1985年5月10日—），英国男子皮划艇运动员。他曾代表英国参加2012年和2016年夏季奥林匹克运动会皮划艇比赛，获得一枚银牌和一枚铜牌。